# Doro Sy
Pour les articles homonymes, voir Doro et Sy.
Doro Sy est l'un des précurseurs de la photographie au Sénégal, actif dans les années 1950.

## Biographie
Né dans les années 1920, il est initié, dans les années 1950, à la photographie à Paris où il poursuivait ses études. À son retour il s'installe à Saint-Louis du Sénégal, dans le quartier de Sor, et, en 1953, il y ouvre un studio qu'il nomme « Doro Sor Photo.

## Réalisations
Il réalise des portraits, mais également de nombreux reportages. Il est ainsi le photographe attitré de la ligue de football du Fleuve et exécute, pour le compte du tribunal, des photographies de reconstitution de délits et de meurtres.